# غني أباد (علي جمال)
غني أباد (بالفارسية: غنی‌آباد) هي مستوطنة تقع في إيران في قسم علي جمال الريفي. يقدر عدد سكانها بـ 1,140 نسمة .